# Florian Grey
Florian Grey ist eine Dark-Rock-Pop-Band aus Hamburg um Namensgeber und Frontmann Florian Grey. Florian Grey startete 2013 als Solokünstler mit wechselndem Live-Ensemble.

## Geschichte
Unter dem Künstlernamen Florian Grey gründete der Sänger im Jahr 2006 seine erste Dark-Rock-Band namens Eves End. In den folgenden fünf Jahren entstanden das Debüt-Album Frozen Heart Philosophy sowie die beiden EPs Eden und Dead End Hope. Die Band spielte nationale wie internationale Shows, unter anderem mit Tarja Turunen, Doro Pesch, Saltatio Mortis, Lacrimas Profundere und Poison Black.
Im Jahr 2011 verließ Florian Grey Eves End und arbeitete als Songwriter und Sänger für verschiedene Projekte und Bands, bevor er begann, an seiner eigenen Musik zu arbeiten.
Grey produzierte in Zusammenarbeit mit Björn Meindl seine ersten Soloalbums Gone. Coproduziert, gemischt und gemastert wurde das Album von Chris Harms (Lord of the Lost) und Benjamin Lawrence im Chameleon Studio Hamburg. Anfang 2015 unterschrieb Florian Grey bei Echozone/Bob Media einen Schallplattenvertrag und Gone wurde im selben Jahr veröffentlicht. Noch im selben Jahr begleiten Florian Grey Lord of the Lost auf ihrer „A Night to Remember“-Tour. Ende des Jahres ging es dann erneut auf Akustik-Tournee – unter dem Namen „Rock meets Silence“, diesmal zusammen mit Rob Vitacca und Clea Clemens von Lacrimas Profundere.
Mit Eyes Shut Tight und Hell Boulevard ging die Band gemeinsam auf die „A Night in Hell“-Tour 2017. Das Konzert im ClubCANN in Stuttgart wurde für das lokale Fernsehen gefilmt.
2017 erschien mit The End die dritte Single aus dem Album Gone, die als limitierte physische Fan Edition-EP inklusive Videoclip und einer unveröffentlichten Demoversion des Titeltracks veröffentlicht wurde.
Im November 2017 begannen unter der Leitung von Hilton Theissen (Wide Noise Studios) die Arbeiten zum neuen Album Ritus, das am 18. Mai 2018 erschien.
Anfang Herbst 2018 begleiteten Florian Grey Stoneman auf ihrer „Geil und elektrisch“-Tour quer durch Deutschland.
Zwischen den Alben Destroying Kingdoms 2023 und Beautiful Nightmares 2025 kam es zu einem umfassenden Wechsel in der Band, nur noch Florian Grey blieb von der alten Besetzung erhalten.

## Diskografie

### Studioalben
- 2015: Gone (Echozone)
- 2018: Ritus (Echozone)
- 2023: Destroying Kingdoms (NoCut)
- 2025: Beautiful Nightmares (NoCut)

### Singles
- 2015: Laudanum
- 2015: A Black Symphony
- 2017: The End
- 2018: My Babylon
- 2018: Until We Go Down
- 2018: Relief
- 2018: Blood in a Shell
- 2019: Bluecifer
- 2022: A Cold Days Night
- 2022: Into the Void
- 2023: Lie To Me
- 2023: The Great Nowhere
- 2023: Nothing Left To Love
- 2023: Starless Skies
- 2024: Destroying Kingdoms
- 2024: Blurry
- 2024: Dead By Dawn
- 2025: Forever
- 2025: A.†.N.
- 2025: A Beatiful Nightmare

### Sampler
- 2017: The End – Orkus! CD
- 2018: The End – Sonic Seducer DVD
- 2018: Blood in a Shell – Orkus! CD
- 2018: Until We Go Down – Gothic Magazine CD